# Cairon
Cairon és un municipi francès situat al departament de Calvados i a la regió de Normandia. L'any 2007 tenia 1.573 habitants.

## Demografia

### Població
El 2007 la població de fet de Cairon era de 1.573 persones. Hi havia 528 famílies de les quals 68 eren unipersonals (28 homes vivint sols i 40 dones vivint soles), 160 parelles sense fills, 264 parelles amb fills i 36 famílies monoparentals amb fills.
La població ha evolucionat segons el següent gràfic:
Habitants censats

### Habitatges
El 2007 hi havia 578 habitatges, 547 eren l'habitatge principal de la família, 8 eren segones residències i 24 estaven desocupats. 558 eren cases i 18 eren apartaments. Dels 547 habitatges principals, 502 estaven ocupats pels seus propietaris, 41 estaven llogats i ocupats pels llogaters i 4 estaven cedits a títol gratuït; 7 tenien una cambra, 11 en tenien dues, 20 en tenien tres, 79 en tenien quatre i 430 en tenien cinc o més. 480 habitatges disposaven pel capbaix d'una plaça de pàrquing. A 161 habitatges hi havia un automòbil i a 373 n'hi havia dos o més.

### Piràmide de població
La piràmide de població per edats i sexe el 2009 era:
| Homes | Edats   | Dones |
| ----- | ------- | ----- |
| 0     | 95 o +  | 0     |
| 0     | 90 a 94 | 0     |
| 0     | 85 a 89 | 0     |
| 4     | 80 a 84 | 0     |
| 12    | 75 a 79 | 20    |
| 16    | 70 a 74 | 8     |
| 16    | 65 a 69 | 32    |
| 28    | 60 a 64 | 8     |
| 20    | 55 a 59 | 12    |
| 52    | 50 a 54 | 44    |
| 84    | 45 a 49 | 96    |
| 72    | 40 a 44 | 96    |
| 76    | 35 a 39 | 72    |
| 68    | 30 a 34 | 60    |
| 12    | 25 a 29 | 28    |
| 48    | 20 a 24 | 44    |
| 56    | 15 a 19 | 80    |
| 64    | 10 a 14 | 108   |
| 60    | 5 a 9   | 68    |
| 28    | 0 a 4   | 60    |

## Economia
El 2007 la població en edat de treballar era de 1.126 persones, 801 eren actives i 325 eren inactives. De les 801 persones actives 764 estaven ocupades (385 homes i 379 dones) i 35 estaven aturades (13 homes i 22 dones). De les 325 persones inactives 110 estaven jubilades, 173 estaven estudiant i 42 estaven classificades com a «altres inactius».

### Ingressos
El 2009 a Cairon hi havia 557 unitats fiscals que integraven 1.657 persones, la mediana anual d'ingressos fiscals per persona era de 25.675,5 €.

### Activitats econòmiques
Dels 37 establiments que hi havia el 2007, 1 era d'una empresa alimentària, 1 d'una empresa de fabricació de material elèctric, 5 d'empreses de construcció, 4 d'empreses de comerç i reparació d'automòbils, 4 d'empreses d'hostatgeria i restauració, 2 d'empreses d'informació i comunicació, 2 d'empreses financeres, 1 d'una empresa immobiliària, 11 d'empreses de serveis, 3 d'entitats de l'administració pública i 3 d'empreses classificades com a «altres activitats de serveis».
Dels 7 establiments de servei als particulars que hi havia el 2009, 1 era un paleta, 1 guixaire pintor, 1 lampisteria, 1 empresa de construcció, 1 perruqueria i 2 restaurants.
Dels 3 establiments comercials que hi havia el 2009, 1 era una botiga de menys de 120 m², 1 una fleca i 1 un drogueria.
L'any 2000 a Cairon hi havia 5 explotacions agrícoles que ocupaven un total de 530 hectàrees.

## Equipaments sanitaris i escolars
El 2009 hi havia 1 escola maternal i 1 escola elemental.

## Poblacions més properes
El següent diagrama mostra les poblacions més properes.